# Club León
O Club León é um clube de futebol mexicano com sede na cidade de León, no estado de Guanajuato. A equipe encontra-se atualmente na Primera División, a primeira divisão do futebol no México. Suas cores são verde e branco.

## História
Conhecido simplesmente como León, foi fundado em 1944, é um popular clube mexicano de futebol profissional, com sede na cidade de León, no estado de Guanajuato.
O León ganhou o título da Primera División Méxicana sete vezes. Tornaram-se o primeiro clube mexicano "Campeoníssimo" (vencedor da Liga e da Copa do México no mesmo ano) em 1949. Em 1993, o León foi vice-campeão da Liga dos Campeões da CONCACAF, perdendo o jogo final contra o rival Deportivo Saprissa, da Costa Rica. 
Rebaixados da Primera División em 2002, retornou em 2012 e ganhou o título do torneio Apertura 2013 contra o América do México. Depois venceu o Pachuca Club de Fútbol para ser o segundo time que logra dois títulos consecutivos na era de torneios curtos da Primeira Divisão do Futebol Mexicano junto ao Club Universidad Nacional. 
Em 2014 disputou a Copa Libertadores da América, e ficou no grupo 7 ao lado de Bolívar, da Bolívia, Flamengo, do Brasil e Emelec, do Equador.
No ano de 2023, o clube conquistou sua primeira Copa dos Campeões da CONCACAF, vencendo o Los Angeles FC dos Estados Unidos nos dois jogos.
A equipe foi vetada da disputa do Mundial de Clubes FIFA de 2025. Seus dirigentes já estavam ciente de que sua participação estava condicionada a uma investigação aberta pela entidade. O regulamento do Mundial veta a participação de mais de uma equipe do mesmo grupo empresarial no torneio. Ambos são de propriedade de Carlos Slim.

## Títulos
| CONTINENTAIS | CONTINENTAIS                     | CONTINENTAIS | CONTINENTAIS                                                         |
|              | Competição                       | Títulos      | Temporadas                                                           |
| ------------ | -------------------------------- | ------------ | -------------------------------------------------------------------- |
|              | Liga dos Campeões da CONCACAF    | 1            | 2023                                                                 |
|              | Copa das Ligas                   | 1            | 2020-21                                                              |
| NACIONAIS    |                                  |              |                                                                      |
|              | Competição                       | Títulos      | Temporadas                                                           |
|              | Campeonato Mexicano              | 8            | 1947-48, 1948-49, 1951-52, 1955-56, 1991-92, 2013-A, 2014-A e 2020-A |
|              | Copa do México                   | 5            | 1948, 1957, 1966, 1970 e 1971                                        |
|              | Campeão dos Campeões             | 5            | 1948, 1949, 1956, 1971 e 1972                                        |
|              | Campeonato Mexicano - 2ª Divisão | 1            | 1989-90                                                              |

LEGENDA:
A: Torneio Apertura